# Heinrich von Gagern (Landrat)
Heinrich Rudolf Erich Kurt Franz Konstanz von Gagern (* 1. Dezember 1878 in Swinemünde; † 25. Juni 1964 in Obermaiselstein) war ein deutscher Verwaltungsjurist, Politiker und Landrat aus dem Adelsgeschlecht Gagern.

## Leben
Gagern war der Sohn des deutschen Generalmajors und Rittergutsbesitzers Ernst von Gagern (1848–1928) und dessen Ehefrau Emilie geborene Rütgers. Bedingt durch den Beruf des Vaters musste die Familie in seiner Kindheit oft umziehen. Er besuchte das Protestantische Gymnasium in Straßburg, das Großherzogliche Gymnasium in Karlsruhe, das Joachimsthalsche Gymnasium in Berlin, das Friedrich-Wilhelm-Gymnasium in Köln und zuletzt das Bischöfliche Gymnasium in Straßburg, wo er 1897 das Abitur ablegte.
Er studierte an den Universitäten Straßburg, München und Berlin Rechtswissenschaften und wurde nach dem bestandenen ersten Staatsexamen am 15. Mai 1902 Gerichtsreferendar. Hier war er am Amtsgericht Königstein im Taunus, Amtsgericht Frankfurt am Main und Landgericht Wiesbaden und der Staatsanwaltschaft Bonn eingesetzt. Danach war er Regierungsreferendar bei der Regierung in Potsdam und dem Landkreis Osthavelland sowie als kommissarischer Bürgermeister in Kremmen. 1907 legte er das zweite Staatsexamen ab und wechselte als Regierungsassessor an die Regierung Marienwerder.
1907/08 diente er als Einjährig-Freiwilliger im Kürassier-Regiment „Graf Gessler“ (Rheinisches) Nr. 8 in Deutz. Er schied als Oberleutnant der Reserve aus. Nach dem Wehrdienst war er bis September 1909 zu Studien in Frankreich beurlaubt und wurde am 1. Oktober 1909 Referent beim Oberpräsidenten in Potsdam.
Am 17. Januar 1914 wurde er provisorisch und am 6. August 1914 definitiv Landrat im Landkreis Melsungen. Im Ersten Weltkrieg leistete er Kriegsdienst und wurde im September 1915 verwundet. Ab September 1916 war er wieder als Landrat im Dienst, schied jedoch zum 1. März 1919 aufgrund der Verwundung wieder aus. Er war nun in der Überlandzentrale der Edertalsperre tätig. Am 10. Januar 1921 wurde er – nach vollständiger Gesundung – wieder reaktiviert und vertretungsweise zum Landrat im Landkreis Fulda ernannt. Am 3. August 1921 wurde er definitiv Landrat. Als überzeugter Katholik und Mitglied der Deutschen Zentrumspartei wurde er nach der Machtergreifung der Nationalsozialisten am 20. Mai 1933 aus politischen Gründen als Landrat abberufen. Stattdessen wurde er Landrat im Landkreis Melsungen. Aber auch dort war er den Machthabern unerwünscht. Am 21. Juni 1937 wurde er wegen „Unvereinbarkeit der religiösen Auffassungen mit den Zielen der Staatsführung“ in den einstweiligen Ruhestand versetzt.
Von Gagern arbeitete während des Zweiten Weltkriegs als Rechtsanwalt im besetzten Brüssel. In dieser Rolle half er der Belgierin Hélène Jeanty (spätere Jeanty Raven) 1943, einem deutschen Todesurteil wegen des Versteckens eines britischen Piloten zu entgehen, indem sie sich für geisteskrank erklären ließ. Da die beiden nach dem Krieg in Kontakt blieben, sind aus dieser Zeit Äußerungen von ihm überliefert.

## Abgeordneter
1917 bis 1919 war er für den Landkreis Melsungen Abgeordneter im Kommunallandtag Kassel.